# 두버사리구
두버사리구(루마니아어: Dubăsari)는 몰도바 동부에 위치한 구로 행정 중심지는 코치에리이며 면적은 309km2, 인구는 35,200명(2011년 기준)이다. 구 북부와 남부는 서로 연결되어 있지 않고 떨어져 있으며 드니스테르강은 구 북부 가운데와 남부 아래쪽을 흐른다. 북서쪽으로는 오르헤이 구, 남서쪽으로는 크리울레니 구, 동쪽으로는 트란스니스트리아와 접한다.